# 탈라소크누스

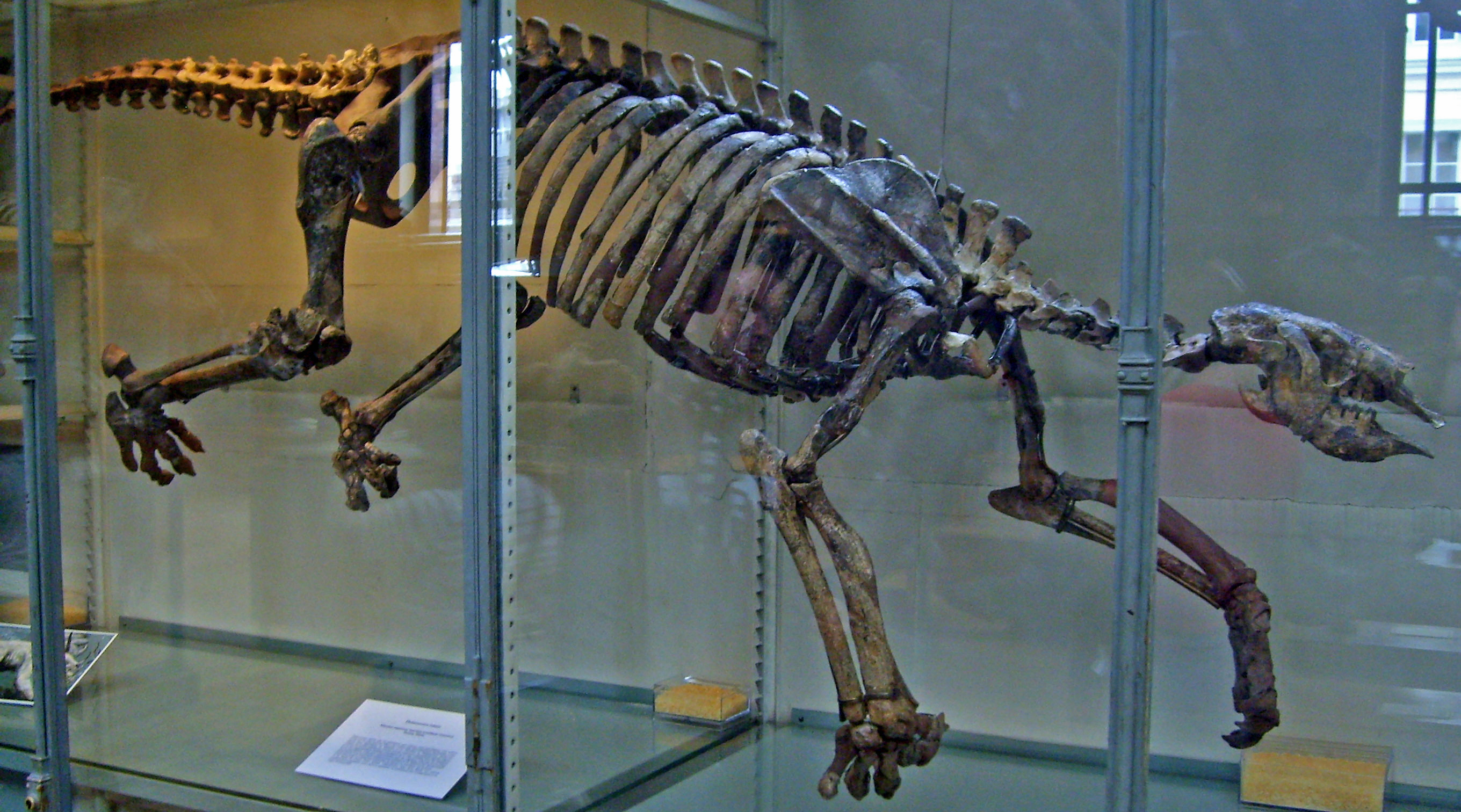

탈라소크누스(학명:Thalassocnus Natans)는 고대의 바다에 살던 빈치류의 일종으로 빈치상목에 유모목의 나무늘보과에 속하는 해양 포유류의 한 종이다. 친척인 나무늘보와는 달리 바다의 생활에 적응하여 살았던 지금은 멸종된 포유류의 하나이다.

## 특징
탈라소크누스는 바다의 생활에 완전히 적응하여 살아갔던 해양 포유류에 속하기 때문에 현생에서 가까운 친척인 나무늘보와는 달리 부력에 대응하여 조밀하고 무거운 뼈를 가진 것이 특징이다. 그래서 탈라소크누스를 바다 나무늘보라는 이름으로도 부른다. 머리속으로 더 멀리 이동하며 몸이 완전히 잠기는 동안에 호흡을 도와 더 오랜 시간을 잠수할 수가 있도록 하는 내부 콧구멍과 더 넓어지고 더 길어지며 머리보다 더 멀리 아래로 매달려 서서히 수유를 돕기 위해 여러 해양의 적응을 도와주는 주총을 가지고 있던 종이었다. 긴 꼬리는 현생의 비버와 오리너구리와 유사하게 바닷물을 유영하고 균형을 잡는 데에 사용이 되었다. 탈라소크누스는 해저에서 먹이를 쉽게 구할 수가 있도록 도와주는 긴 발톱과 필요한 경우엔 페들링을 이용하던 종으로 고성능의 수영은 불가능했던 종이었다. 탈라소크누스는 나무늘보, 개미핥기, 아르마딜로를 포함해도 유일하게 수생 나무늘보였던 종으로 시간이 지남에 따라 크기가 증가하여 가장 완벽한 골격의 표본을 가지고 있다. 주부에서 꼬리까지 2.55m의 길이를 측정하며 대퇴골과 몸길이의 비율을 기준으로 탈라소크누스는 암컷은 2.1m의 크기를 가졌고 수컷은 3.3m의 크기를 가진 종이었다. 두개골은 더 확대되고 긴 주누를 가졌으며 아래턱은 점진적으로 길어지고 숟가락의 모양이 되어 반추신반의 선명절 치아의 기능을 가지고 있었다. 콧구멍은 주미 앞의 앞에서 주미의 꼭대기로 이동하였는데 이는 물개와 유사한 특징이다. 또한 탈라소크누스는 높은 치아 크라운과 잇몸의 너머로 뻗어 치아 법랑질이 있는 최면 상질 패턴을 가지고 있었다. 척추는 7개의 목 척추와 17개의 흉부 척추를 가지고 있었으며 도합 24개의 척추를 가진 종이었다. 탈라소크누스는 당대에 육지의 사막화와 지상파에서 먹이의 부족으로 해양 포유류로 적응하여 진화했을 가능성이 높은 초식동물이었다. 먹이로는 당대의 바다에 번성했던 해조류와 수생식물 등을 먹고 살았던 초식동물이다.

## 생존시기와 서식지와 화석의 발견
탈라소크누스의 생존시기는 신생대의 마이오세와 플리오세로 지금으로부터 700만년 전에서 300만년 전까지 생존했던 종이었다. 생존시기에는 남아메리카의 페루와 칠레로 동부 태평양의 연안에서 주로 서식했던 종이다. 화석의 발견은 페루와 칠레에 있는 안데스산맥의 지층에서 고생물학자인 크리스티안 드 무이존과 H,  그레고리 맥도널드에 의해 1995년에 발견이 되어 명명이 된 종이다.

## 같이 보기
- 해양 포유류
- 유모목
- 빈치상목
- 빈치류
- 나무늘보